# Tha Carter III
Tha Carter III är Lil' Waynes sjätte studioalbum och släpptes 10 juni 2008. Albumet innehåller 18 spår där artister som Jay-Z, T-Pain och Kanye West medverkar. Den mest spelade låten på amerikansk radio är "Lollipop".

## Låtlista
| Nr | Titel                | Producent(er)         | Gästartist(er)             | Längd |
| -- | -------------------- | --------------------- | -------------------------- | ----- |
| 1  | 3 Peat               | Maestro               |                            | 3:19  |
| 2  | Mr. Carter           | Infamous              | Jay-Z                      | 5:16  |
| 3  | A Milli              | Bangladesh            |                            | 3:41  |
| 4  | Got Money            | T-Pain, Play-N-Skillz | T-Pain                     | 4:04  |
| 5  | Comfortable          | Kanye West            | Babyface                   | 4:25  |
| 6  | Dr. Carter           | Swizz Beatz           |                            | 4:24  |
| 7  | Phone Home           | Cool & Dre            |                            | 3:11  |
| 8  | Tie My Hands         | Robin Thicke          | Robin Thicke               | 5:19  |
| 9  | Mrs. Officer         | Deezle                | Bobby Valentino, Kidd Kidd | 4:47  |
| 10 | Let the Beat Build   | Kanye West, Deezle    |                            | 5:09  |
| 11 | Shoot Me Down        | D. Smith              | D. Smith                   | 4:29  |
| 12 | Lollipop             | Jim Jonsin, Deezle    | Static Major               | 4:59  |
| 13 | La La                | David Banner          | Brisco, Busta Rhymes       | 4:21  |
| 14 | Playing with Fire    | StreetRunner          | Betty Wright               | 4:21  |
| 15 | You Ain't Got Nuthin | The Alchemist, Deezle | Fabolous, Juelz Santana    | 5:27  |
| 16 | DontGetIt            |                       |                            | 9:54  |